# La Lande-de-Goult
La Lande-de-Goult – miejscowość i gmina we Francji, w regionie Normandia, w departamencie Orne.
Według danych na rok 1990 gminę zamieszkiwało 101 osób, a gęstość zaludnienia wynosiła 4 osoby/km² (wśród 1815 gmin Dolnej Normandii La Lande-de-Goult plasuje się na 785. miejscu pod względem liczby ludności, natomiast pod względem powierzchni na miejscu 60.).